# إنها مجنونة مجنونة (مسلسل)
إنها مجنونة جداً مسلسل كوميدي مصري من بطولة وإنتاج الفنان السعودي الراحل لطفي زيني والفنانة المصرية نيللي. حيث تؤدي نيللي دور الزوجة التي تتأثر بما تشاهده من أفلام ومسلسلات فتقتمص دور البطلة الرئيسية وتضع زوجها وجيرانها أمام مواقف محرجة ومربكة.
هذا المسلسل من إنتاج التلفزيون الأردني لعام 1985.
كان مطلع اغنيته (الخبر جه في الإذاعة... تسمحولنا نص ساعه)

## الممثلون
- نيللى (كريمة مدبولي)
- لطفي زيني (سعيد)
- المنتصر بالله (عباس مدبولي)
- سناء يونس (انيسة)
- أحمد راتب (ضابط البوليس)
- نظيم شعراوي (المدير)
- ماجدة حمادة (السكرتيرة)
- مؤمن حسن (الطفل خالد سعيد)
- سهام فتحي
- محمود أبو زيد (عبد العال)